# マダラヒタキ

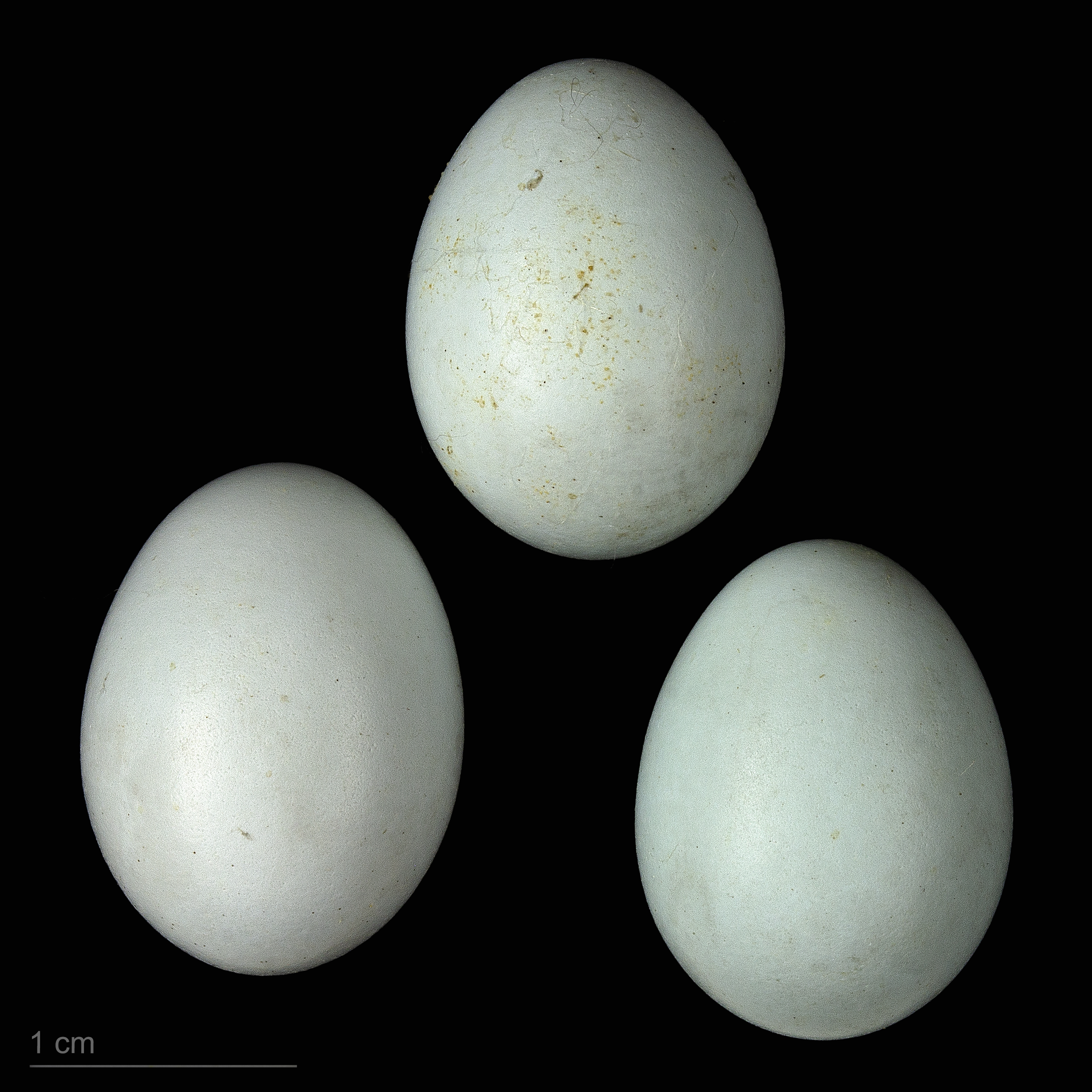
Ficedula hypoleuca hypoleuca

マダラヒタキ（学名：Ficedula hypoleuca）とは、スズメ目ヒタキ科に分類される鳥類の一種である。

## 形態
体長は12-13.5cmで、重量は9-17gである。
三列風切羽の縁、外側の尾羽の先端を除き白色である。成長は体下面が白く、体上面はオスは黒色でメスは灰色である。第一回冬羽は、成長に比べバフ褐色味がかかり翼と尾羽は黒色味が強い。

## 分布
主にヨーロッパから中央シベリアまでの地域、アフリカ北部で繁殖し、西アフリカで越冬する。
日本では1991年に石川県舳倉島で、2006年には宮城県で、観察された記録が2例ある。

## 亜種
- Ficedula hypoleuca hypoleuca（Pallas, 1764）
  - ヨーロッパ中西部、スカンディナヴィア半島からロシア西部までの地域、イギリスなどで繁殖し、アフリカ中西部で越冬する[6]。
- Ficedula hypoleuca tomensis（H. E. Johansen, 1916）
  - シベリア中南部から西部にかけての地域で繁殖し、アフリカ中西部で越冬する[6][注釈 1]。
- Ficedula hypoleuca iberiae（Witherby, 1928）
  - イベリア半島で繁殖し、アフリカ西部で越冬する[6]。

## 生態
主に森林に生息している。針葉樹林よりも落葉樹林を好む。他に低木地、サバンナ、農耕地、都市部にも生息する。
主に昆虫を摂食しているが、他の無脊椎動物や、果実も摂食する。
ヨーロッパでは4月下旬から6月下旬、アフリカ北部では6月上旬までの期間で繁殖する。
地上1.8-10mの樹木、壁、建物の穴などに枯れ葉、植物の茎、コケ、根、草、髪、羽毛などで巣を作り、3-10個の青い卵を産む。
卵はメスが抱卵し、13-14日で孵化する。孵化するとオスも子育てを手伝い、12-17日間は巣で子育てをする。子育ての期間の終わりには、1時間に20回ヒナに給餌し、巣立ち後もヒナは短い期間は親に依存する。